# Арайса, Армандо
Армандо Арайса Эррера (исп. Armando Araiza Herrera, 1 сентября 1969 или 17 марта 1970, Мехико, Мексика) — мексиканский актёр.

## Биография
Родился 1 сентября 1969 года (по некоторым другим данным 17 марта 1970 года) в Мехико в актёрской семье. Его отец — актёр Рауль Арайса, мать — актриса Норма Эррера, старший брат — актёр Рауль Арайса-младший. В мексиканском кинематографе дебютирует в 1982 году в возрасте 13 лет и с тех пор сыграл 57 ролей в кино и телесериалах. Телесериалы «Проклятие», «Пятнадцатилетняя», «Таковы эти женщины», «Наперекор судьбе» и «Женщины-убийцы» оказались наиболее популярными в карьере актёра. Был номинирован 4 раза на премии Bravo и TVyNovelas, из которых ему удалось одержать победу в 3 из них.

## Личная жизнь
Армандо Арайса в 1997 году женился на Элисабет Гарсия, которая подарила ему двух дочерей — Паулину и Ромину, однако личная жизнь у супругов не сложилась, они развелись в 2008 году, но продолжили тёплые дружеские отношения.

## Фильмография
1
Johnny 100 Pesos: 20 años y un día después (2016)
… Johnny
2
Бездна страсти (сериал, 2012)
Abismo de pasión … Horacio
3
Счастливая семья (сериал, 2011 — …)
Una familia con suerte … Doctor Armando
4
Полная любви (сериал, 2010 — …)
Llena de amor … Brandon Moreno Cervantes
5
Un dia en el banco (2009)
… Rafael
6
Мой грех (сериал, 2009)
Mi pecado … Carmelo Roura Valdivia
7
Беглый (2008)
Desbocados … Daniel
8
Женщины-убийцы (сериал, 2008 — …)
Mujeres asesinas … Jorge Rascón
9
Преграда на пути любви (сериал, 2005)
Barrera de amor … Rodrigo Zamora Linares
10
Наперекор судьбе (сериал, 2005 — …)
Contra viento y marea … Imanol Balmaceda Sandoval
11
Певица (сериал, 2004)
Cancionera
12
La noche de los Troyanos (2003)
… Hector
13
Таковы эти женщины (сериал, 2002—2003)
Así son ellas … Narciso Villaseñor Molet
14
Девятая заповедь (сериал, 2001)
El noveno mandamiento … Leandro Villanueva
15
Semilla de odio (2000)
… Fabián
16
Три женщины (сериал, 1999—2000)
Tres mujeres … Santiago Uriarte
17
Вечные гонки (1998)
Raza indomable
18
Maldito chilango (1998)
19
Taxi asesino (1998)
20
Синие дали (сериал, 1996)
Azul … Enrique
21
Doble indemnización (1996)
… Ladrón#1
22
Tres minutos en la oscuridad (1996)
23
Зажженый факел (сериал, 1996)
La antorcha encendida … Martín García Carrasquero
24
Una papa sin catsup (1995)
25
Мария Хосе (сериал, 1995)
María José … Mateo
26
El silla de ruedas 3 (Tienes que morii) (1994)
27
Duelo final (1994)
28
Любовь, которую он убивает (1994)
Amor que mata
29
Полет орлицы (сериал, 1994)
El vuelo del águila … Bolero
30
Хуана из Кубы (1994)
Juana la Cubana
31
Джонни Сто Песо (1994)
Johnny cien pesos … Johnny García
32
En espera de la muerte (1993)
33
Contrabando de esmeraldas (1993)
34
Отважные (1993)
Los temerarios
35
La loteria (1993)
… Lucky
36
Выживание (1992)
Supervivencia
37
Relaciones violentas (1992)
38
Chicago, pandillas salvajes II (1991)
… Armando Vargas
39
El silla de ruedas (1991)
40
Dentro de la noche (1991)
41
Orgia de sangre (1991)
42
Hacer el amor con otro (1991)
43
Yo soy la ley (1991)
44
Пойманная (сериал, 1991)
Atrapada … Fernando
45
Dos locos en aprietos (1991)
46
Лицо моего прошлого (сериал, 1990)
Un rostro en mi pasado … Roberto Estrada (1990)
47
Escoria otra parte de tí (1990)
48
Viernes tragico (1990)
49
Сладкое желание (сериал, 1988 — …)
Dulce desafío … Francisco 'Paco' Fernández
50
Путь к славе (сериал, 1987)
Senda de gloria … Gilberto
51
Пятнадцатилетняя (сериал, 1987)
Quinceañera … Chato
52
Lamberto Quintero (1987)
… Pistolero joven
53
Ases del contrabando (1987)
54
Проклятие (сериал, 1983)
El maleficio … Juanito
55
Белая индианка (1982)
La India blanca

### Камео
56
Grandes finales de telenovelas (ТВ, 2010)
… Chato, хроника
57
Проснись, Америка! (сериал, 1997 — …)
¡Despierta América!